# Учка (гори)

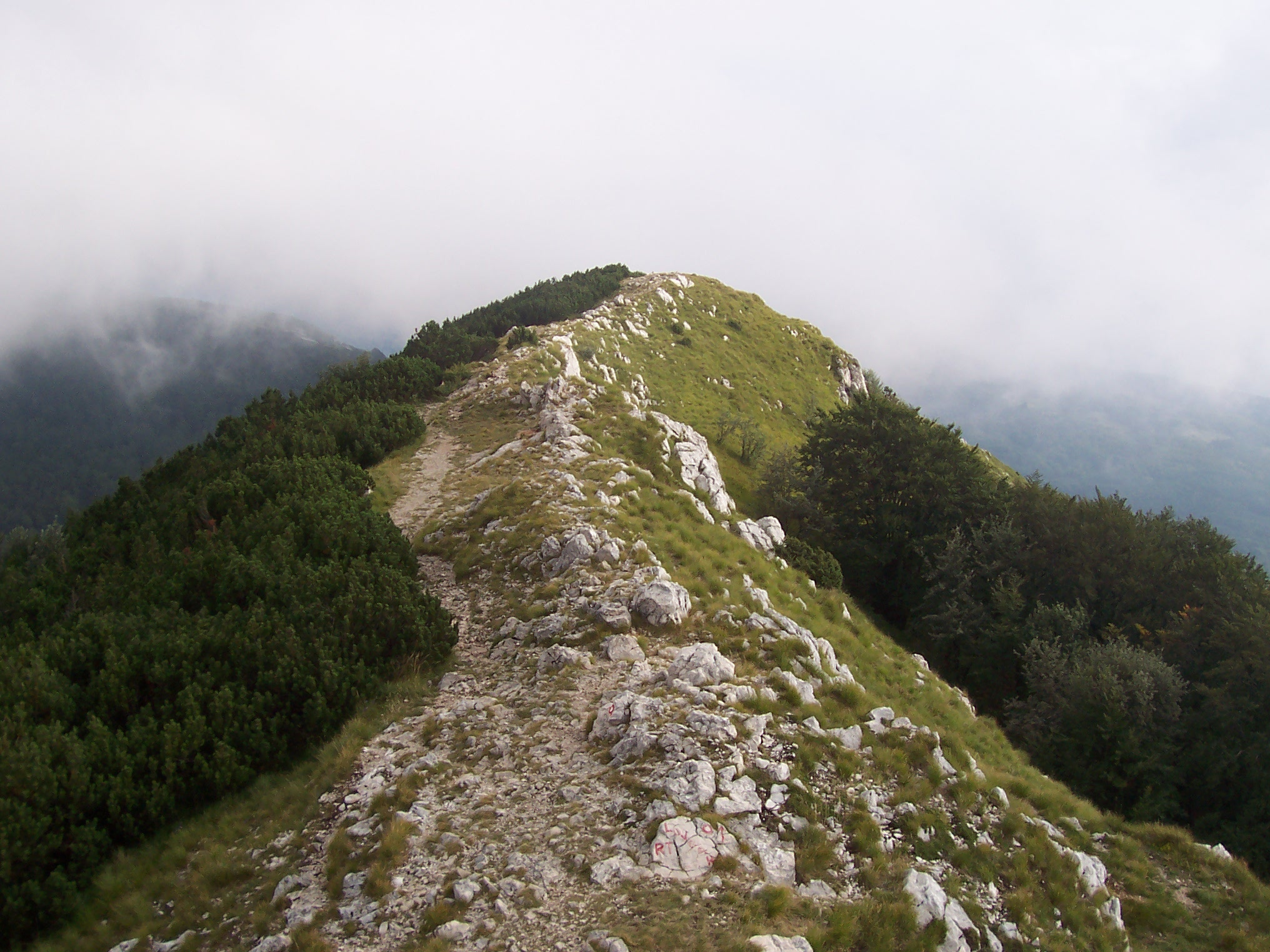
Вояк — найвища точка Учки

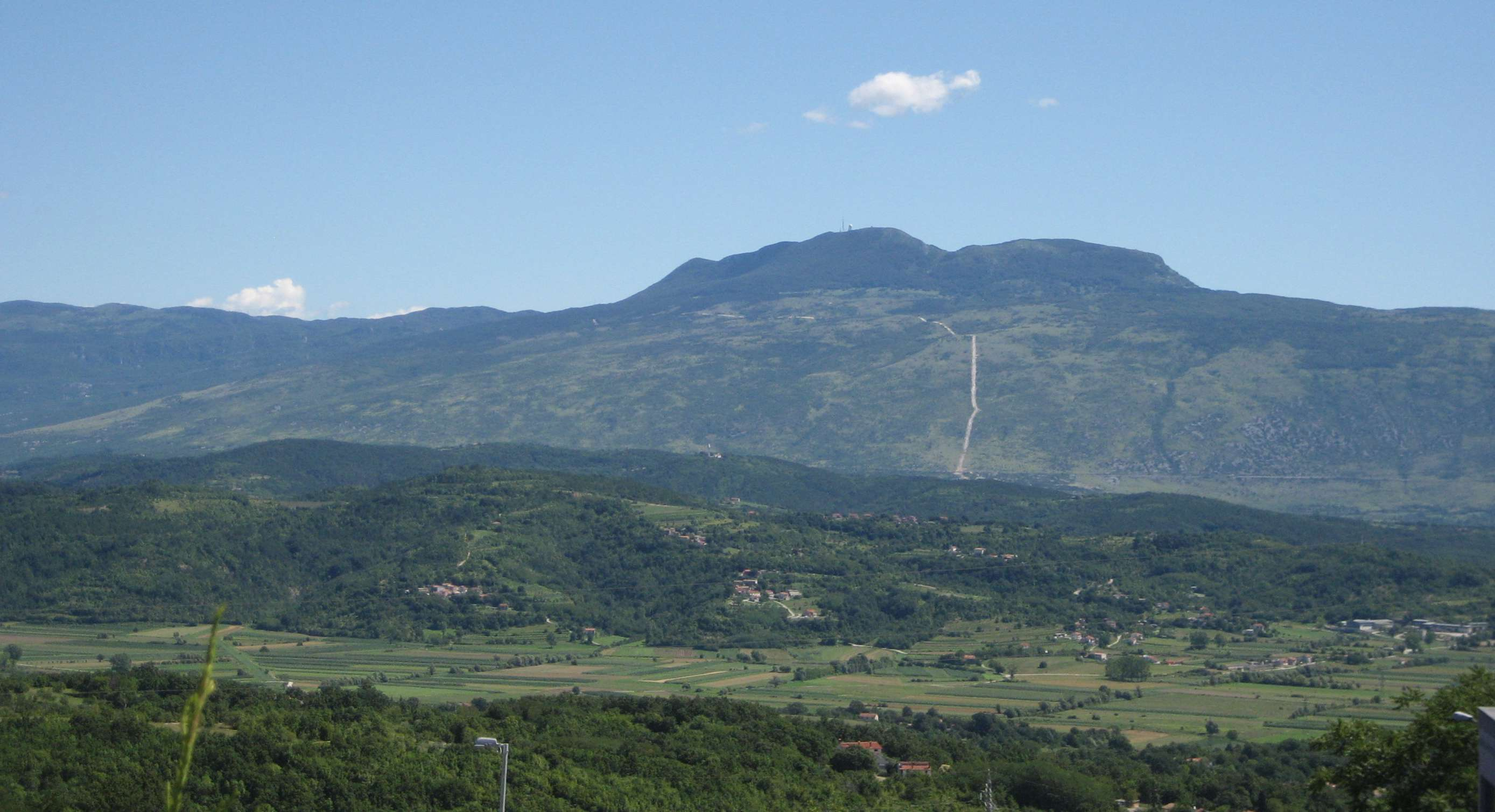
Вид з заходу на Учку

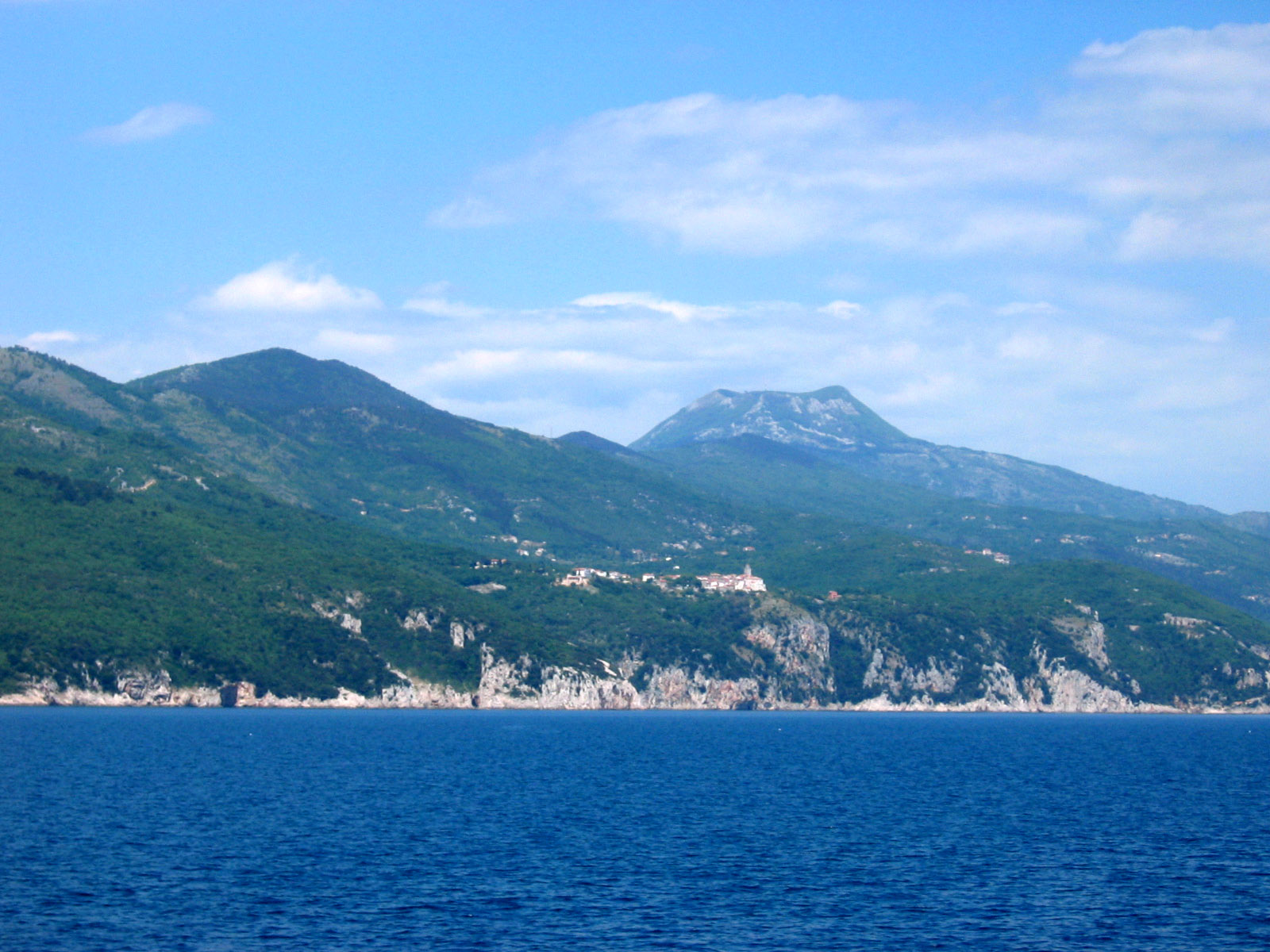
Вид на Учку зі сторони затоки Кварнер

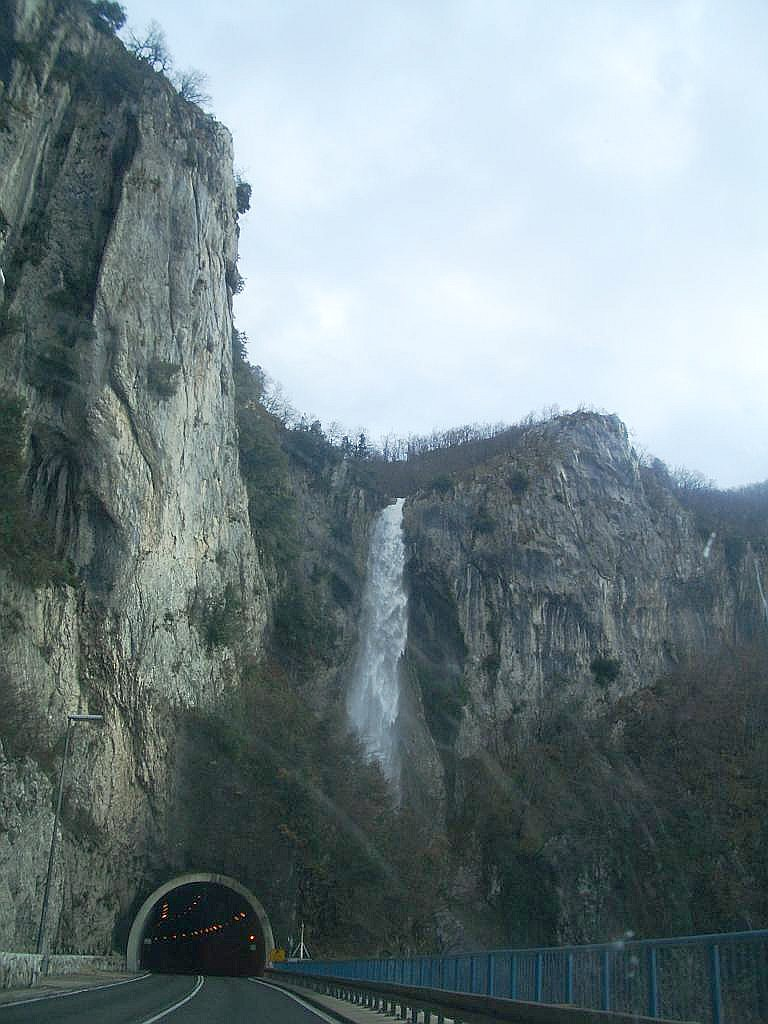
Тунель Учка

Учка (хорв. Učka) — гірський масив, розташований в східній Істрії, найбільшому півострові Хорватії.
Найвищий пік гори — Вояк, що становить 1400 метрів заввишки. Інші високі піки:
- Плас — 1 285 метрів,
- Сухи Врх — 1 333 метрів,
- Бргуд — 907 метрів,
- Кременьяк — 827 метрів
- Сісол — 835 метрів[2].

Учка досить довга гора і тягнеться майже на 20 кілометрів. Гора Учка має досить багато долин і печер.
Для кліматичних умов Учка являє собою величезний бар'єр, який за термодинамічними законами змушує теплі маси повітря залишатися на висоті, де вони стають більш прохолодними. Наслідком цього процесу є тривалі зливи у найближчих областях Учки. Тому рослинність і тваринне життя на Учці багаті. Прибережні схили Учки покриті середземноморською рослинністю, в той час як інші частини покриті дубовими і каштановими лісами. На території масиву розташований природний парк Учка, який займає територію 160 км².
Під горою Учка проходить однойменний тунель.
На честь гір названо астероїд 9657 Учка.